# Bahnhof Muizenberg
Der Bahnhof Muizenberg ist der einzige Bahnhof in Muizenberg, Teil des Sub-Council 19 der City of Cape Town Metropolitan Municipality unmittelbar an der False Bay. Betriebstechnisch ist der Bahnhof an der zweigleisigen Strecke ein Haltepunkt. Die Strecke beginnt im alten Bahnhof Park Station von Kapstadt und folgt den beiden Flussläufen Liesbeck River und Diep River. Das Gebäude gilt das als aufwändigst gestaltete an der gesamten Bahnstrecke und als besonderes Beispiel des Zeitalters Eduards VII. Es steht mit der Nummer 9/2/081/0031 seit 2. Oktober 1981 unter Denkmalschutz der South African Heritage Resources Agency. Der Erhaltungszustand wird mit sehr gut bewertet.
In Muizenberg hielten und halten alle fahrplanmäßigen Personenzüge.

## Lage

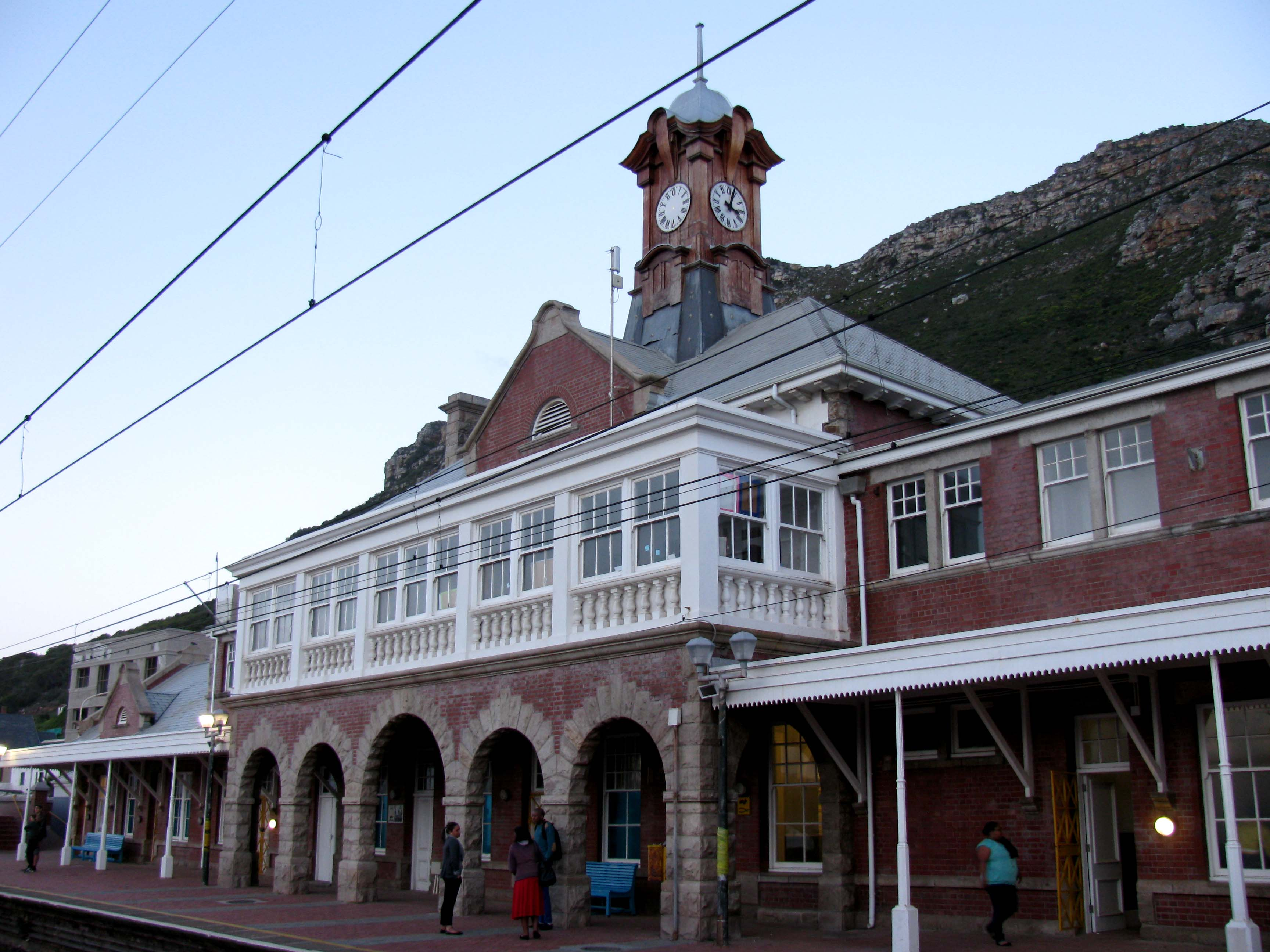
Gleisseite

Muizenberg erhielt seinen ersten Bahnhof im Zuge des Ausbaus der Southern Line, die gerade noch rechtzeitig zur Sommersaison im Dezember 1882 den Ort erreichte und bereits im Mai 1883 bis zum Marinestützpunkt in Simonstown verlängert wurde. Das erste Bahnhofsgebäude entsprach dem klassischen Bauplan südafrikanischer Bahnhöfe jener Zeit. Die Bahnanbindung führte zu einem enormen Aufschwung und entsprechender Bautätigkeit in dem kleinen Ort. Schon bald wandelte sich Muizenberg zum mondänen Badeort mit Seebrücke und galt als das Brighton Südafrikas. Unmittelbar hinter den beiden Gleisen beginnt der kilometerweite Strand des Badeortes am Nordufer der False Bay.
Der Bahnhof, der ursprünglich für die Bevölkerung Muizenbergs ausgelegt war, wurde schnell zu klein und galt als nicht chic genug. Am 7. Juni 1913 wurde der heute noch bestehende Neubau mit seinem markanten Uhrenturm im Stil des Neoklassizismus von Henry Burton (1876–1947), Minister für Eisenbahn und Hafenwesen, eingeweiht. Architekt des Gebäudes war William Delbridge (1859–1940), Bruder des Bürgermeisters von Muizenberg, John. Delbridge zeichnete sich für verschiedene private und öffentliche Gebäude aus, so auch das erste Postamt, das zwei Jahre zuvor eingeweiht worden war.
Das Gebäude liegt an der Main Road unweit des Postamtes. Dessen Nachbargebäude, in dem heute die Polizei untergebracht ist, war damals öffentliche Bibliothek. Alle drei Häuser sind vom Strand aus sehr gut sichtbar und bilden eine stilistische Einheit.

## Baubeschreibung

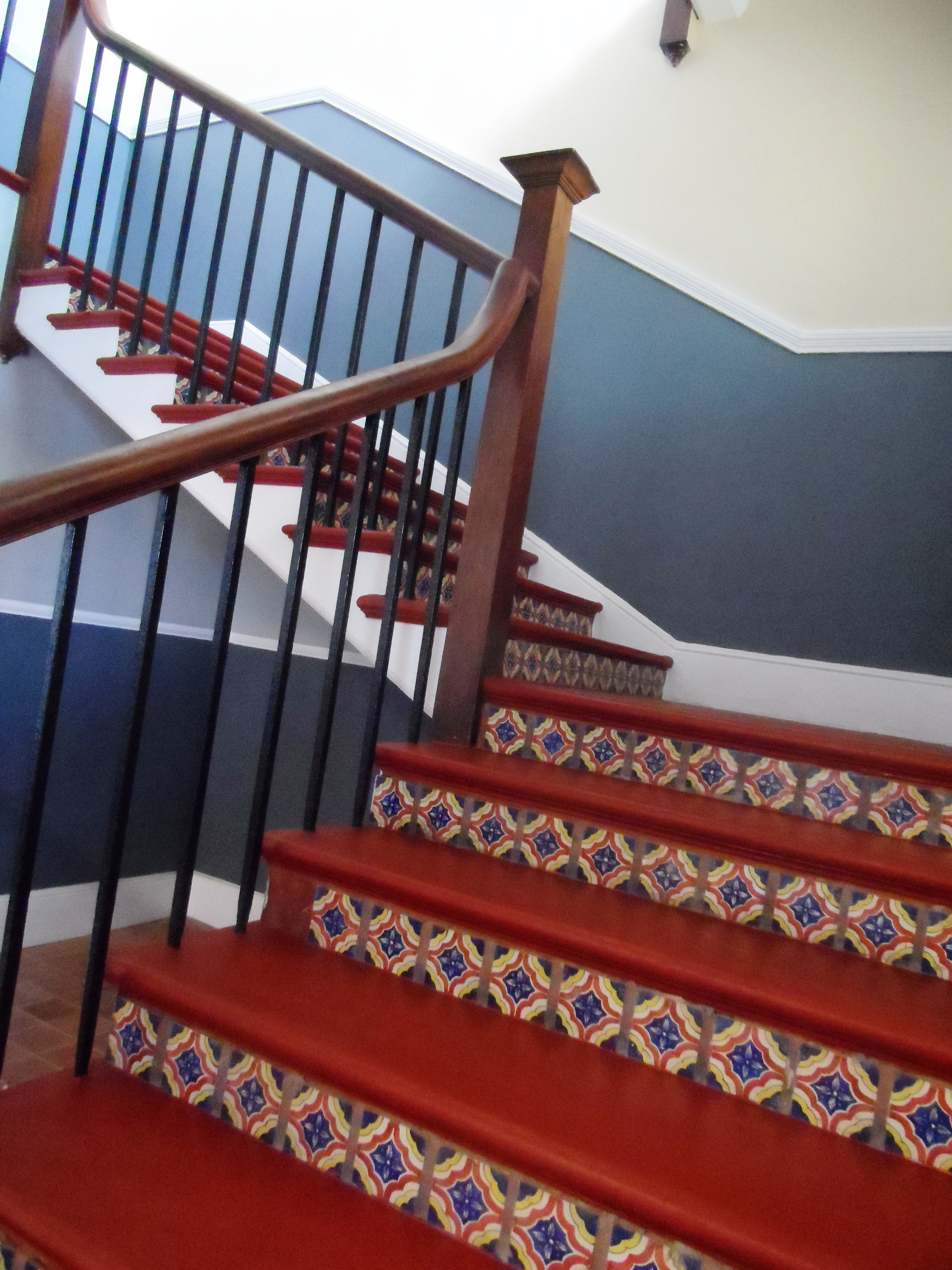
Treppenhaus im Zentralbau

Das symmetrisch entlang der Gleistrasse geflügelte Gebäude aus Backstein besitzt einen zweigeschossigen Mittelbau mit zentral aufgesetztem, das Gebäude dominierenden Uhrenturm. Fensterlaibungen, Bögen und die Risalite sind aus hellem, bossiertem Sandstein gefertigt. Das Dach ist Eternit-gedeckt. Delbridge lernte das Gewerk der Steinbauten in seiner Heimat Cornwall kennen.
Im Erdgeschoss befanden sich der Fahrkartenschalter, Gepäckabfertigung, Poststation und Warteräume und Toiletten der ersten und dritten Klasse für Frauen, im Obergeschoss die übrigen Wartesäle sowie die Herrentoiletten. Der Boden des Fahrkartenschalters sowie die Setzstufen des Treppenhauses sind mit kleinformatigen, farbigen Kacheln gestaltet.
Auf der Gleisseite bildet der Zentralbau einen fünfachsigen, überdachten Wartebereich, der von hölzernen, geschlossenen Balkonen überdeckt ist. Dieser weiß gestrichene Aufbau mit großen Schiebefenstern charakterisiert den Zeitgeschmack eines Ferienortes. Die steinerne Überbauung des Mittelteils wird an beiden Seitenflügeln durch hölzerne Bedachungen fortgesetzt.